# أبيغيل جونسون
أبيغيل جونسون (بالإنجليزية: Abigail Johnson)‏ (بوسطن 19 ديسمبر 1961 - ..)، سيدة أعمال أمريكية. رئيسة شركة فيديليتي للاستثمارات.

## الثروة
وفقاً لمجلة فوربس، أبيغيل تعد الشخص الأغنى رقم 22 في الولايات المتحدة، وأغنى شخص في ولاية ماساشوستس الأمريكية، واحتلت المرتبة رقم 48 بين أغنياء العالم بثروة بلغت 11.3 مليار دولار أمريكي في سبتمبر 2010. وخلال الفترة ذاتها، كان والدها احتل رقم 33 بين الأغنياء في الولايات المتحدة و85 في العالم مع صافي قيمة 7.1 مليار دولار أمريكي.